# Heishu
Heishu (黑树镇,  Hēishù zhèn) ist eine Großgemeinde im Südwesten der Volksrepublik China. Sie gehört zum Verwaltungsgebiet des Kreises Zhenxiong, der seinerseits der bezirksfreien Stadt Zhaotong der Provinz Yunnan unterstellt ist. Die Großgemeinde Heishu verwaltet ein Territorium von 88,31 Quadratkilometern und hat 26.139 Einwohner (Stand: Zensus 2010).
Die Bevölkerungszählung des Jahres 2000 hatte eine Gesamtbevölkerung von 22.153 Personen in 5359 Haushalten ergeben, davon 11.770 Männer und 10.383 Frauen.
Heishu lebt vor allem von der Landwirtschaft. Es werden auf 3525 Hektar Nahrungsmittel angebaut und im Jahre 2015 11.127 Tonnen Nahrungsmittel geerntet. Auf 100 Hektar Fläche wird Tabak angebaut, wovon 143 Tonnen geerntet wurden. Per Jahresende 2015 wurden 3659 Rinder, 24.193 Schweine, 7992 Ziegen und Schafe und 83.523 Stück Geflügel gehalten.
Die Gemeinde ist an das Straßennetz angeschlossen, es gibt Strom und fließendes Wasser. Etwa 82 % der Bewohner haben Radio- und Fernsehempfang.

## Administrative Gliederung
Auf Dorfebene setzt sich die Großgemeinde aus fünf Dörfern zusammen. Diese sind Heishu (黑树村), Wanshui (碗水村), Weizui (尾嘴村), Sumu (苏木村) und Niba (泥坝村).
Die obengenannten Dörfer verwalten 122 Arbeitsgruppen.